# 육군참모부 (핀란드 방위군)
육군참모부(핀란드어: Maavoimien esikunta; MAAVE 마아보이미엔 에시쿤타[*])는 2008년 핀란드 육군에 설치된 본부로, 총참모부의 역할 일부를 승계받았다. 공군참모부, 해군참모부와 함께 독립군종본부로서 기능한다. 2008년 발족 당시 병력은 242명이었고, 2013년 기준 병력은 270명이다.